# Nyodes vitanvali
Nyodes vitanvali är en fjärilsart som beskrevs av François Louis Nompar de Caumont de Laporte 1970. Nyodes vitanvali ingår i släktet Nyodes och familjen nattflyn. Inga underarter finns listade i Catalogue of Life.